# پریساد (استان بورگاس)
پریساد (به بلغاری: Prisad) یک منطقهٔ مسکونی در بلغارستان است که در شهرستان سوزوپول واقع شده‌است.